# 喬治亞公共廣播公司
喬治亞公共廣播是喬治亞的公共廣播。喬治亞公共廣播於1925年開始廣播節目播出，1956年開始電視節目播出。現在喬治亞公共廣播擁有兩個電視頻道。一頻道開播於1956年。二頻道開播於1991年。有85%的喬治亞家庭可以收看一頻道的節目，55%的家庭可以收看到二頻道的節目。